# Ciężkie
Ciężkie – wieś w Polsce położona w województwie lubelskim, w powiecie łukowskim, w gminie Wojcieszków.
| SIMC    | Nazwa       | Rodzaj    |
| ------- | ----------- | --------- |
| 0695150 | Wiktorów    | część wsi |
| 0695166 | Władysławów | część wsi |

W latach 1975–1998 miejscowość administracyjnie należała do województwa siedleckiego.
Na terenie wsi utworzono dwa sołectwa: Ciężkie i Ciężkie I. Według Narodowego Spisu Powszechnego z roku 2011 wieś liczyła 197 mieszkańców.
Wierni Kościoła rzymskokatolickiego należą do parafii Najświętszego Serca Pana Jezusa w Wojcieszkowie.